# Lola versus Powerman and the Moneygoround, Part One
Lola Versus Powerman and the Moneygoround, Part One je album od britské rockové skupiny The Kinks.
Singl "Lola" přinesl skupině neočekávaně hit a jeho zvuk, který zůstal někde na půli cesty mezi akustickým folkem a hard-rockem, vytvořil nový hudební styl Kinks. Album Lola vs. the Powerman & the Money-Go-Round, Pt. 1, jež v návaznosti na něj vzniklo, má volnější koncepci, než jeho předchůdce. Ray Davies do něj promítl své psychózy a zahořklost vůči hudebnímu průmyslu. Nevypráví ucelený příběh, album přesto drží velmi dobře pohromadě. Dave Davies přispěl melodickou písní „Strangers“ a částečně paranoidní záležitostí „Rats“, ale jako obvykle je tato deska hlavně Rayovým představením. Vyrovnává si na ní své účty s bývalými manažery („The Moneygoround“), s vydavateli („Denmark Street“), s televizními a hudebními novináři („Top of the Pops“), se šéfy nahrávacích společností („Powerman“) a s celou „zatracenou“ společností ("Apeman", „Got to Be Free“). Vytvořil tak album plné vtipu, ale zároveň i naštvanosti. Uklidnil se na třech svých asi nejlepších baladách „This Time Tomorrow“, „A Long Way From Home“ a až odborářské „Get Back in Line“, v níž dokázal vylíčit obavy dělníků lépe, než jakákoli jiná sociálně angažovaná píseň. Zároveň jsou důkazem umělecké síly Raye Daviese.

## Seznam skladeb
Není-li uvedeno jinak, autorem všech skladeb je Ray Davies.
1. „Introduction“ - 0:41
2. „The Contenders“ - 2:42
3. „Strangers“ - 3:19 (Dave Davies)
4. „Denmark Street“ - 2:01
5. „Get Back in Line“ - 4:01
6. „Lola“ - 4:11
7. „Top of the Pops“ - 3:39
8. „Themoneygoround“ - 1:46
9. „This Time Tomorrow“ - 3:21
10. „A Long Way From Home“ - 2:26
11. „Rats“ - 2:39 (Dave Davies)
12. „Apeman“ - 3:51
13. „Powerman“ - 4:17
14. „Got to Be Free“ - 3:01

## Obsazení
- Ray Davies – hlavní vokály, kytara, harmonika, klávesy, rezonanční kytara
- Dave Davies – sólová kytara, banjo, doprovodné vokály, hlavní vokály ve skladbách „Strangers“, „Rats“ a „Powerman“
- Mick Avory – bicí, perkuse
- John Dalton – baskytara, doprovodné vokály
- John Gosling – klávesy, klavír, varhany